# PMP pontonhíd

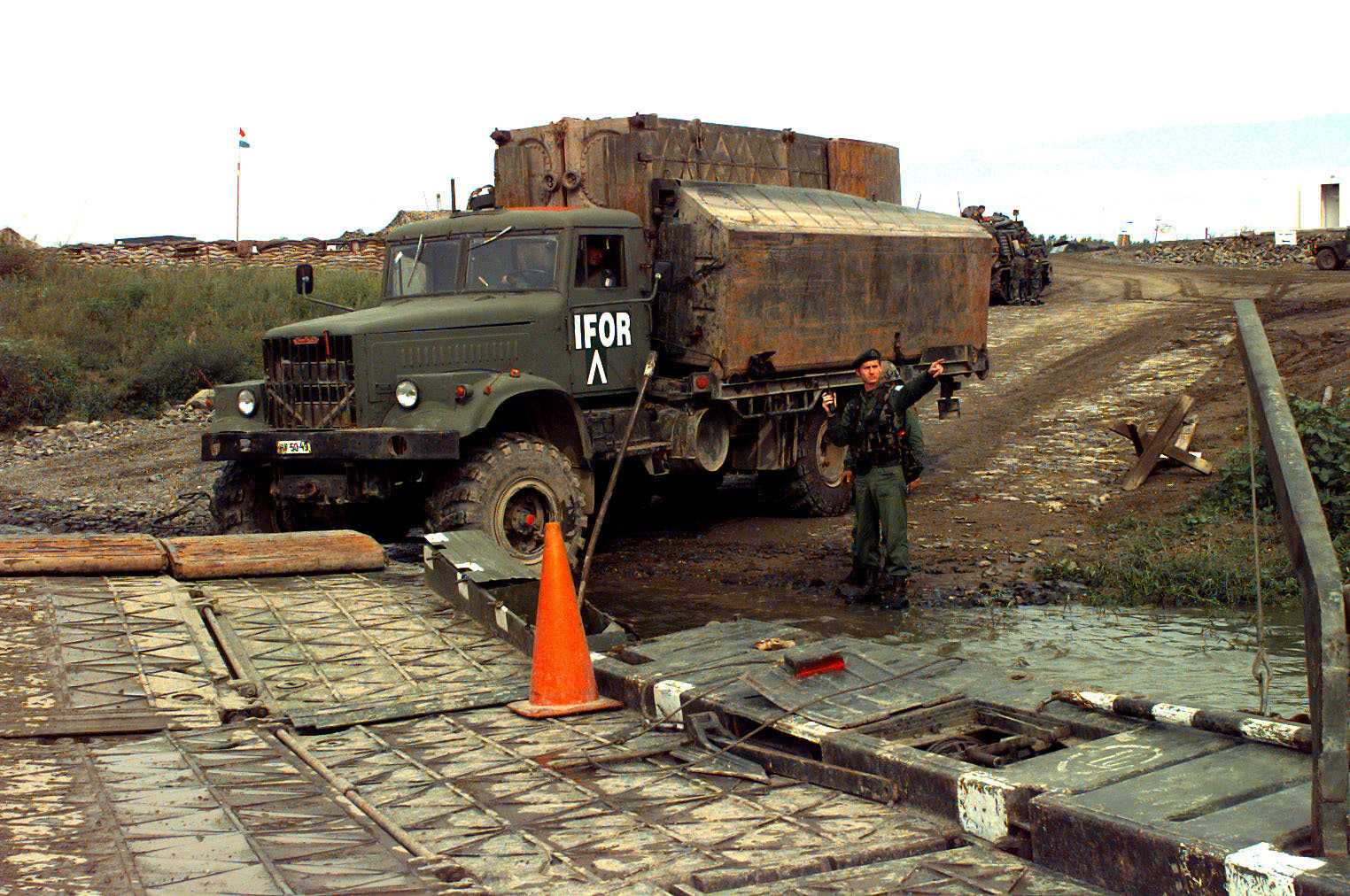
Magyar PMP hídra felhajtó pontonszállító KraZ

A PMP (Понтонно Mостовой Паркa, Pontonno Mosztovoj Parka ~ pontonhídkészlet) a Szovjetunió a második világháború után a szovjet NPO-59 és német K-brücken rendszerek tapasztalatait felhasználva kifejlesztett számos gyors telepítésű mobil hidat, ezeknek a PMP talán a legismertebb példája.
Az úszóképes pontonokból álló ú.n. szalaghidat úgy tervezték meg, hogy egy készlettel 382 m hosszú 20 t terhelhetőségű, vagy 227 m hosszú és 60 t terhelhetőségű hidat lehessen összeállítani. Emellett a pontonelemekből kompokat is lehet készíteni, legfeljebb 4 db 150 tonnást vagy 16 db 40 tonnást, ezáltal az utász alakulatokkal szembeni elvárások rendkívül széles spektrumának képes megfelelni. Egy PMP készlet a következő elemekből áll:
- 32 db folyami ponton, KraZ-214 (később KraZ-255) teherautókon szállítva. Egy 6,79 tonna tömegű teljes ponton 20 tonna tehet bír el. A ponton a vízbe engedve magától kinyílik és csónakokkal lehet a helyükre illeszteni őket.
- 4 db parti ponton, ezek hasonlóak a többi pontonhoz, de végükön elvékonyodnak, hogy a parthoz illeszkedjenek, tömegük 7,25 tonna. KraZ-214 (később KraZ-255) teherautókon szállítva.
- 2 db útburkoló elem készlet, KraZ-214 (később KraZ-255) teherautókon szállítva, ez a PMP készlet "kopó" része, nagyjából 1000 átkelésenként cserélni kell lánctalpas járművek esetében.
- 12 db utánfutóként vontatható motorcsónak, amelyeket jellemzően ZIL-157 teherautókkal vontatnak. A vízben ezek illesztik helyükre a pontonokat, illetve a pontonokból készült kompokat ezek mozgatják. Számos csónaktípus készült a készlethez, egyre fejlettebb kivitelben a 70 LE-s BMK-90-től a 124 LE-s BMK-150-ig.
- 1 db szerszámokat és elemeket szállító teherautó (jellemzően zárt felépítményű KraZ)

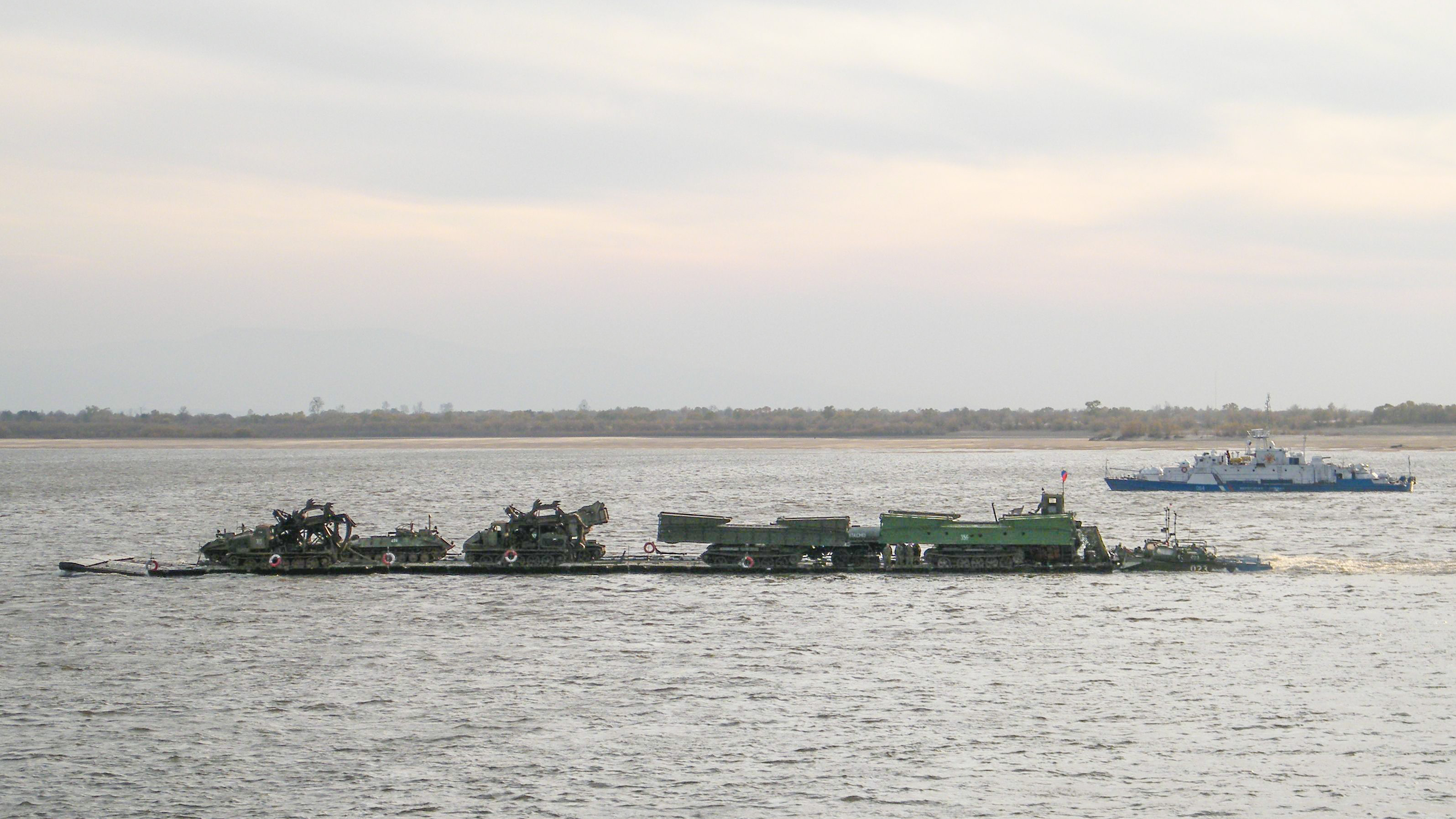
150 tonnás komp PMP készletből

A fenti készletből 50 perc alatt lehet egy nagy méretű folyón átívelő hidat létrehozni, illetve kisebb elemeket, úszó platformokat, melyeken akár gépek működtethetőek (pl parti építkezéseknél), akár fegyverek is alkalmazhatóak. A következő elemek összeállítása megszokott:

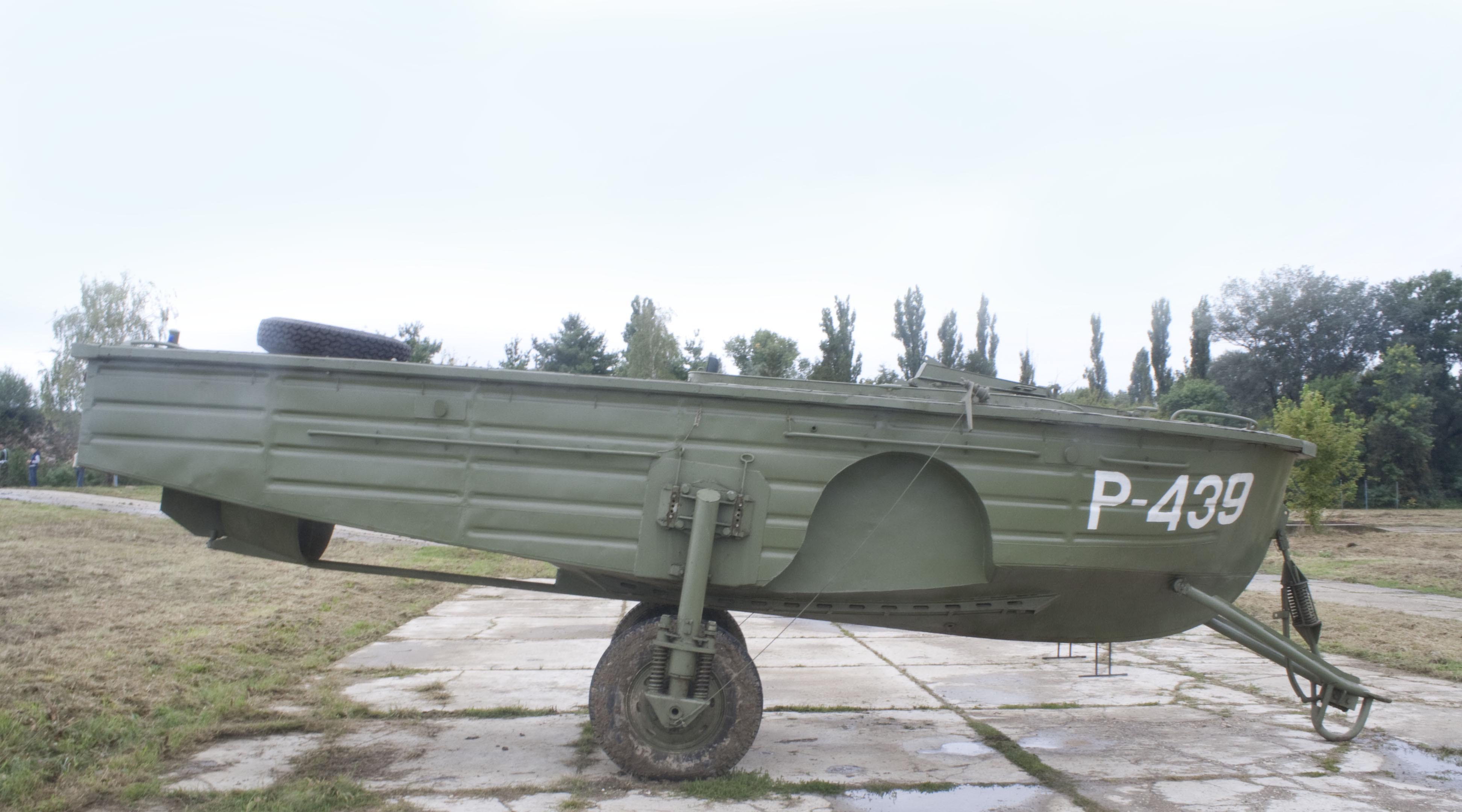
A BMK-130 motorcsónak Jugoszláviában gyártott másolata

- 382 m hosszú, 3,29 m széles 20 t terhelhetőségű híd.
- 227 m hosszú 6,5 m széles 60 t terhelhetőségű híd
- 16 db 40 t teherbírású komp/platform 2-2 pontonból (12 motorcsónak van, tehát a maradék 4 db egyszerre történő mozgatásához továbbiak kellenek)
- 10 db 60 t terhelhetőségű komp/platform 3-3 pontonból
- 8 db 80 t terhelhetőségű komp/platform egyenként 4 pontonból
- 4 db 110 t terhelhetőségű komp/platform 4 pontonból és egy parti pontonból
- 4 db 150 t terhelhetőségű komp/platform 7 pontonból és egy parti elemből (ezen akár 4 db T-55 vagy 3 db T-72 szállítható egyszerre)

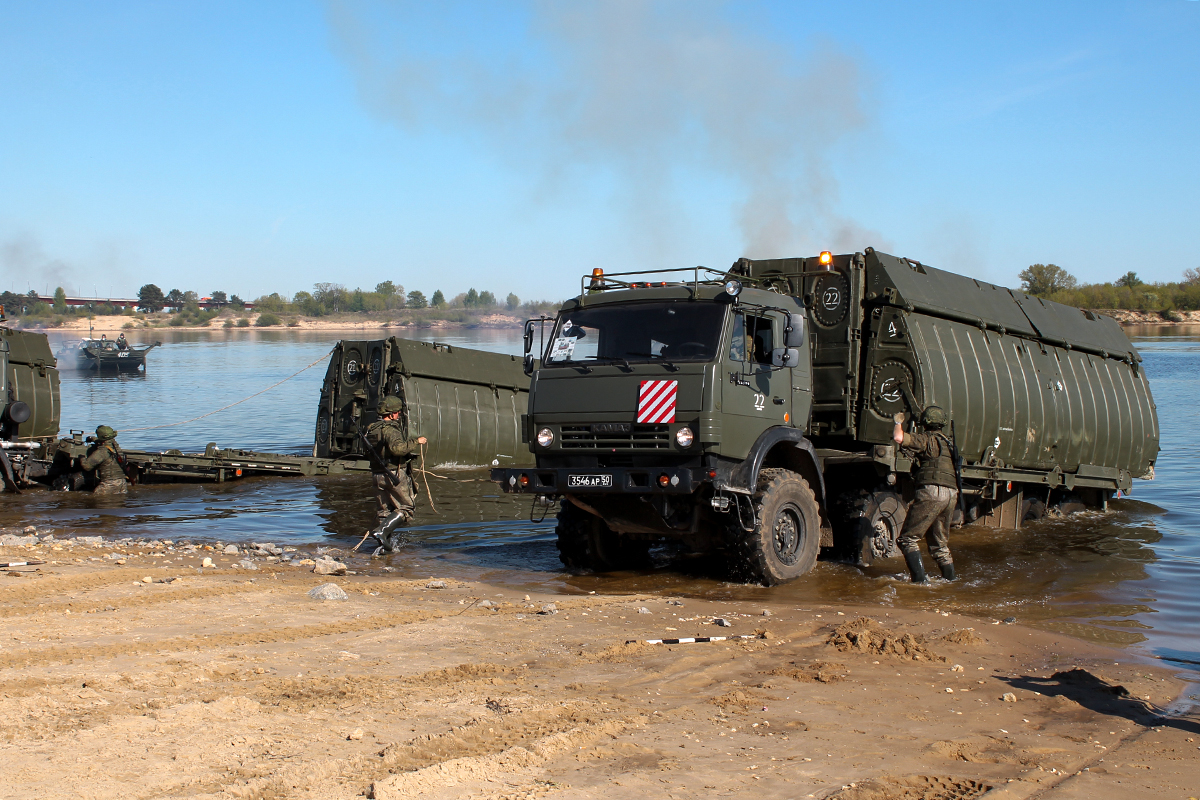
A fejlesztett PP-91M híd telepítés közben

Jugoszláviában egy némileg fejlesztett változatát PM M71 néven gyártották. A PMP fejlesztett változata a PMP-M, mely könnyebben kezelhető és nagyobb folyósodrást is elvisel a kedvezőbb forma miatt, továbbá e változat már 16 motorcsónakot kapott. Ezt a PPS-84 váltotta a gyártósorokon mely 704 m hosszú hídjai már 4 m/s sebességű folyókon is telepíthetőek. 1991 után pedig a PP-91 nevű, már KamAZ-63501 teherautókon hordott és jóval erősebb motorcsónakokkal ellátott változat készült, melynek 8 pontonja saját motorral is rendelkezik a motorcsónakokon túl. A készlet legjelentősebb hátránya, hogy a nyugati példákkal szemben a pontonok belseje nincs feltöltve (pl.: poliuretánnal), így találat esetén gyorsan elsüllyednek.
A rendszer exportpiacon is sikeresnek bizonyult és huzamos ideig nagy számban gyártották és számos harci konfliktusban alkalmazták, így az Irak-Iráni, az Arab-Izraeli és az Iraki háborúk során is. A Magyar Honvédség hídjai biztosították több esetben a balkáni békefenntartó missziók és a lakosság számára a közlekedést a lerombolt hidak helyett. Egy készlet becsült piaci ára ma 2,3 millió amerikai dollár lenne. A pontonhidakat részben - hasonlóan a nyugati országokhoz - mobil önjáró ponton járművek váltották le az Orosz haderőben. A PMM önjáró ponton 50 tonna terhelhetőségű,  melyek terepjáró 4 tengelyes alvázra készültek és saját vízsugárhajtóművel bírnak. Illetve a jövőben a PDP lánctalpas önjáró kompok. Ezek előnye, hogy néhányból percek alatt kompot lehet összeállítani és egy híd elkészítése is fele annyi időt vesz igénybe, mint a PMP készlettel.

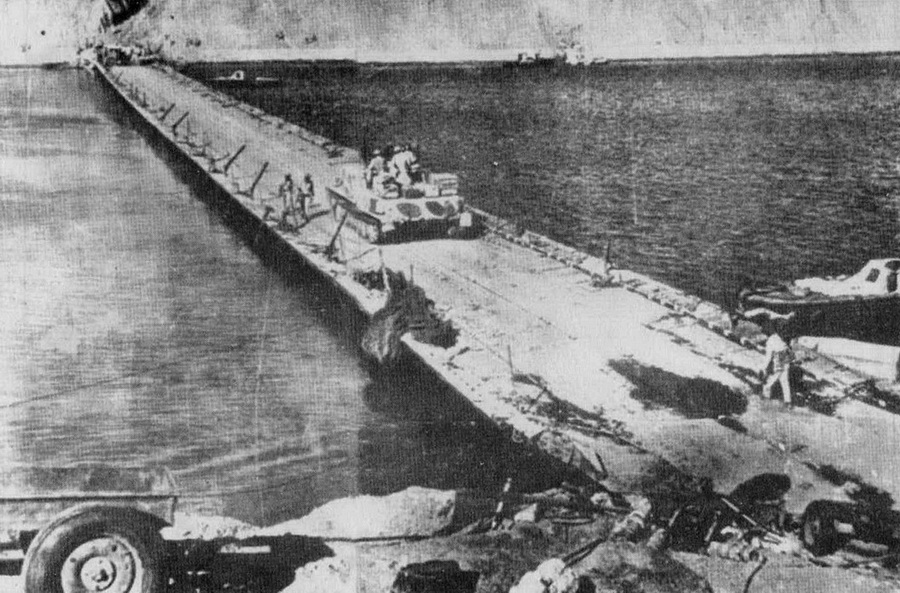
PMP híd a Szuezi Csatorna felett, a Jom Kippuri háború idején